# Profil (magazine)
 (mars 2023).
Si vous disposez d'ouvrages ou d'articles de référence ou si vous connaissez des sites web de qualité traitant du thème abordé ici, merci de compléter l'article en donnant les références utiles à sa vérifiabilité et en les liant à la section « Notes et références ».
Pour les articles homonymes, voir Profil.
profil est un magazine d'actualité autrichien. Il a été fondé par Oscar Bronner, qui a déjà créé le magazine d'économie Trend puis en 1988 le quotidien Der Standard.
Profil paraît pour la première fois le 7 septembre 1970. En octobre 1972, il paraît toutes les deux semaines et depuis janvier 1974 en hebdomadaire. En 1974, Oscar Bronner a vendu 51 % de Profil et de Trend à Kurier pour 18 millions de schillings et offre le reste aux collaborateurs de longue date.
Le magazine comprend les rubriques : Autriche, international, économie, société, sciences et culture. Il y a aussi des chroniques, des caricatures et un courrier des lecteurs.
Christian Rainer. Il est assisté de Sven Gächter et Herbert Lackner (de). La rédaction est aussi composée de Stefan Grissemann (de), Angelika Hager (de), Georg Hoffmann-Ostenhof (de) et Eva Linsinger (de).
Profil est une propriété du groupe NEWS. Au premier semestre 2005, le magazine a un tirage d'environ 100 000 exemplaires et son lectorat représente 6,5 % de la population autrichienne. En 2009, il édite en moyenne 90 487 exemplaires et en vend 74 004.[réf. nécessaire]

## Source, notes et références
1. ↑  (de) wien ORF at/Agenturen red, « Medienmacher Oscar Bronner ist 80 », sur wien.ORF.at, 14 janvier 2023 (consulté le 13 mars 2024)
2. ↑  (de) Gunter Baumann, « Oscar Bronner – Alles oder nichts » , sur Wiener Online, octobre 1988 (consulté le 13 mars 2024)

- (de) Cet article est partiellement ou en totalité issu de l’article de Wikipédia en allemand intitulé « profil (Zeitschrift) » (voir la liste des auteurs).